# World Series of Poker 2017

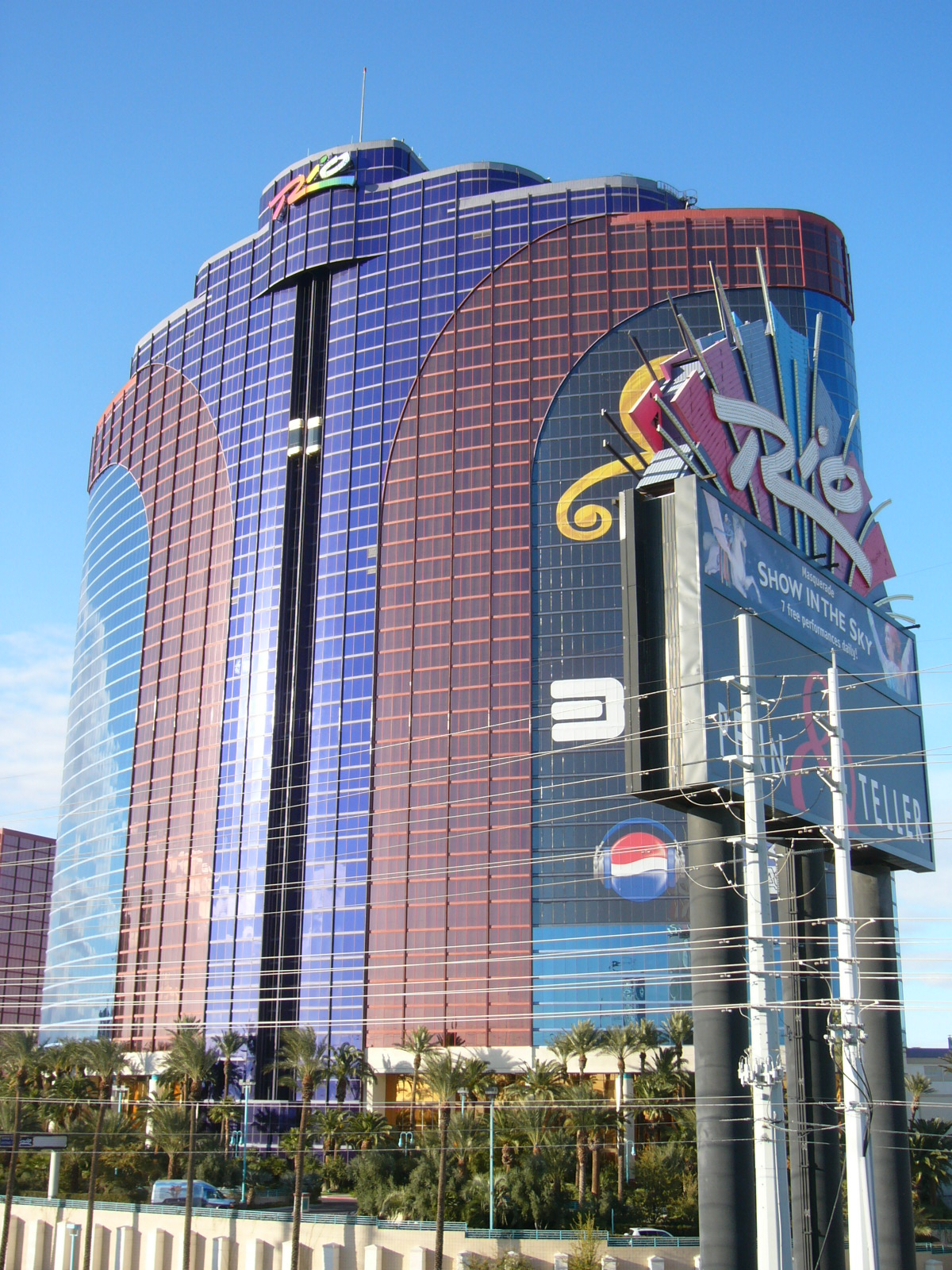
Rio All Suite Hotel and Casino, Las Vegas

Les World Series of Poker 2017 sont la 48e édition des World Series of Poker, qui se déroule du 30 mai au 17 juillet 2017. Tous les tournois se déroulent au Rio All Suite Hotel and Casino de Las Vegas.
Pour la première fois depuis 2007, la table finale du Main Event n'est pas disputée en novembre, mais en juillet après une pause de deux jours dans le tournoi,.

## Tournois
| #  | Tournoi                                                       | Prix d'entrée | Inscrits | Gagnant                          | Prix        | Second                              |
| -- | ------------------------------------------------------------- | ------------- | -------- | -------------------------------- | ----------- | ----------------------------------- |
| 1  | Casino Employees No-limit Hold'em                             | 565 $         | 651      | Bryan Hollis                     | 68 817 $    | Chris Solomon                       |
| 2  | Tag Team No-limit Hold'em Championship                        | 10 000 $      | 102      | Liv Boeree et Igor Kurganov (en) | 273 964 $   | Joe Kuether (en) et Ankush Mandavia |
| 3  | No-limit Hold'em Shootout                                     | 3 000 $       | 369      | Upeshka De Silva                 | 229 923 $   | Louis Helm                          |
| 4  | Omaha hi-lo 8 or better                                       | 1 500 $       | 905      | Benjamin Zamani                  | 238 620 $   | Jared Hemingway                     |
| 5  | Colossus III No-limit Hold'em                                 | 565 $         | 18 054   | Thomas Pomponio                  | 1 000 000 $ | Taylor Black                        |
| 6  | High Roller for One Drop No-limit Hold'em                     | 111 111 $     | 130      | Doug Polk (en)                   | 3 686 865 $ | Bertrand Grospellier                |
| 7  | Mixed Triple Draw Lowball                                     | 2 500 $       | 225      | Jesse Martin                     | 130 948 $   | James Obst (en)                     |
| 8  | WSOP.com Online No-limit Hold'em                              | 333 $         | 2 509    | Joseph Mitchell                  | 122 314 $   | Mark Scacewater                     |
| 9  | Omaha hi-lo 8 or better Championship                          | 10 000 $      | 155      | Abe Mosseri (en)                 | 388 795 $   | Daniel Negreanu                     |
| 10 | Tag Team No-limit Hold'em                                     | 1 000 $       | 843      | Nipun Java et Aditya Sushant     | 150 637 $   | David Guay et Pablo Mariz           |
| 11 | Dealer’s choice 6-handed                                      | 1 500 $       | 364      | David Bach                       | 119 399 $   | Kevin Iacofano                      |
| 12 | No-limit Hold'em                                              | 1 500 $       | 1 739    | David Pham                       | 391 960 $   | Jordan Young                        |
| 13 | No-limit 2-7 Lowball Draw                                     | 1 500 $       | 266      | Frank Kassela (en)               | 89 151 $    | Bernard Lee                         |
| 14 | H.O.R.S.E.                                                    | 1 500 $       | 736      | David Singer                     | 203 709 $   | Kevin LaMonica                      |
| 15 | Heads-up No-limit Hold'em Championship                        | 10 000 $      | 128      | Adrián Mateos                    | 336 656 $   | John Smith                          |
| 16 | No-limit Hold'em 6-handed                                     | 1 500 $       | 1 748    | Anthony Marquez                  | 393 273 $   | Demosthenes Kiriopoulos             |
| 17 | Dealer’s choice 6-handed Championship                         | 10 000 $      | 102      | John Racener                     | 273 962 $   | Viacheslav Zhukov (en)              |
| 18 | Pot-limit Omaha                                               | 565 $         | 3 186    | Tyler Smith                      | 224 344 $   | Jason Stockfish                     |
| 19 | Giant No-limit Hold'em                                        | 365 $         | 10 015   | Dieter Dechant                   | 291 906 $   | Hrair Yapoudjian                    |
| 20 | No-limit Hold'em Millionaire Maker                            | 1 500 $       | 7 761    | Pablo Mariz                      | 1 221 407 $ | Dejuante Alexander                  |
| 21 | 8-game Mix 6-handed                                           | 1 500 $       | 472      | Ron Ware                         | 145 577 $   | Michael Ross                        |
| 22 | No-limit 2-7 Lowball Draw Championship                        | 10 000 $      | 92       | John Monnette (en)               | 256 610 $   | Per Hildebrand                      |
| 23 | Marathon No-limit Hold'em                                     | 2 620 $       | 1 759    | Joseph Di Rosa                   | 690 469 $   | Alexander Lynskey                   |
| 24 | Limit Hold'em                                                 | 1 500 $       | 616      | Shane Buchwald                   | 177 985 $   | Venkata Tayi                        |
| 25 | Pot-limit Omaha                                               | 1 000 $       | 1 058    | Tyler Groth                      | 179 126 $   | Jonathan Zarin                      |
| 26 | Razz Championship                                             | 10 000 $      | 97       | James Obst (en)                  | 265 138 $   | Eric Kurtzman                       |
| 27 | No-limit Hold'em 6-handed                                     | 3 000 $       | 959      | Chris Moorman (en)               | 498 682 $   | Bernardo Da Silveira Dias           |
| 28 | Limit 2-7 Lowball Triple Draw                                 | 1 500 $       | 326      | Brian Brubaker                   | 109 967 $   | Brendan Taylor                      |
| 29 | No-limit Hold'em                                              | 2 500 $       | 1 086    | Gaurav Raina                     | 456 822 $   | James Calvo                         |
| 30 | H.O.R.S.E. Championship                                       | 10 000 $      | 150      | David Bach                       | 383 208 $   | Eric Rodawig                        |
| 31 | Seniors No-limit Hold'em Championship                         | 1 000 $       | 5 389    | Frank Maggio                     | 617 303 $   | William Murray                      |
| 32 | Omaha hi-lo 8 or better Mix                                   | 1 500 $       | 688      | Vladimir Shchemelev (en)         | 193 484 $   | Howard Smith                        |
| 33 | No-limit Hold'em                                              | 1 500 $       | 1 698    | Christopher Frank                | 384 833 $   | Ryan Leng                           |
| 34 | Limit 2-7 Lowball Triple Draw Championship                    | 10 000 $      | 80       | Ben Yu (en)                      | 323 738 $   | Shaun Deeb (en)                     |
| 35 | Super Seniors No-limit Hold'em                                | 1 000 $       | 1 720    | James Moore                      | 259 230 $   | Kerry Goldberg                      |
| 36 | No-limit Hold'em 6-handed                                     | 5 000 $       | 574      | Nadar Kakhmazov                  | 580 338 $   | Chris Hunichen                      |
| 37 | No-limit Hold'em                                              | 1 000 $       | 2 020    | Thomas Reynolds                  | 292 880 $   | James Hughes                        |
| 38 | Limit Hold'em Championship                                    | 10 000 $      | 120      | Joe McKeehen                     | 311 817 $   | Jared Talarico                      |
| 39 | No-limit Hold'em Super Turbo Bounty                           | 1 000 $       | 1 868    | Rifat Palevic                    | 183 903 $   | Ryan Olisar                         |
| 40 | Seven Card Stud hi-lo 8 or better                             | 1 500 $       | 595      | Ernest Bohn                      | 173 228 $   | William Kohler                      |
| 41 | Pot-limit Omaha                                               | 1 500 $       | 870      | Loren Klein (en)                 | 231 483 $   | Chun Law                            |
| 42 | No-limit Hold'em 6-handed Championship                        | 10 000 $      | 332      | Dmitry Yurasov                   | 775 923 $   | Tommy Chen                          |
| 43 | No-limit Hold'em Shootout                                     | 1 500 $       | 1 025    | Ben Maya                         | 257 764 $   | Thomas Boivin                       |
| 44 | H.O.R.S.E.                                                    | 3 000 $       | 399      | Matthew Schreiber                | 256 226 $   | Phillip Hui                         |
| 45 | No-limit Hold'em (30 minute levels)                           | 5 000 $       | 505      | Christopher Brammer              | 527 555 $   | Jett Schencker                      |
| 46 | Pot-limit Omaha hi-lo 8 or better                             | 1 500 $       | 830      | Nathan Gamble                    | 223 339 $   | Adam Hendrix                        |
| 47 | No-limit Hold'em Monster Stack                                | 1 500 $       | 6 716    | Brian Yoon                       | 1 094 349 $ | Ihar Soika                          |
| 48 | Seven Card Stud hi-lo 8 or better Championship                | 10 000 $      | 125      | Christopher Vitch                | 320 103 $   | Benny Glaser (en)                   |
| 49 | Pot-limit Omaha 6-handed                                      | 3 000 $       | 630      | Luis Calvo                       | 362 185 $   | Rudolphk Sawa                       |
| 50 | No-limit Hold'em Bounty                                       | 1 500 $       | 1 927    | Chris Bolek                      | 266 646 $   | Bryan Emory                         |
| 51 | Pot-limit Omaha hi-lo 8 or better Championship                | 10 000 $      | 207      | Bryce Yockey                     | 511 147 $   | Jeremy Joseph                       |
| 52 | No-limit Hold'em                                              | 1 500 $       | 1 580    | Mohsin Charania (en)             | 364 438 $   | Cary Katz (en)                      |
| 53 | Limit Hold'em 6-handed                                        | 3 000 $       | 256      | Max Silver                       | 172 645 $   | Guowei Zhang                        |
| 54 | Pot-limit Omaha 8-handed Championship                         | 10 000 $      | 428      | Tommy Le                         | 938 732 $   | Kwang Lee                           |
| 55 | Seven Card Stud                                               | 1 500 $       | 298      | Tom Koral                        | 96 907 $    | Tsong Lin                           |
| 56 | No-limit Hold'em                                              | 5 000 $       | 623      | Andrés Korn                      | 618 285 $   | Pete Chen                           |
| 57 | Omaha hi-lo 8 or better/Seven Card Stud hi-lo 8 or better Mix | 2 500 $       | 405      | Smith Sirisakorn                 | 215 902 $   | Jameson Painter                     |
| 58 | No-limit Hold'em                                              | 1 500 $       | 1 763    | Artur Rudziankov                 | 395 918 $   | Mario Prats Garcia                  |
| 59 | Big Bet Mix                                                   | 2 500 $       | 197      | Jens Lakemeier                   | 112 232 $   | Jason Stockfish                     |
| 60 | Crazy Eights No-limit Hold'em 8-handed                        | 888 $         | 8 120    | Alexandru Papazian               | 888 888 $   | Kilian Kramer                       |
| 61 | WSOP.com Online No-limit Hold'em High Roller                  | 3 333 $       | 424      | Thomas Cannuli (en)              | 322 815 $   | Tara Cain                           |
| 62 | Poker Players Championship (6-handed)                         | 50 000 $      | 100      | Elior Sion                       | 1 395 767 $ | Johannes Becker                     |
| 63 | No-limit Hold'em                                              | 1 000 $       | 1 750    | Rulah Divine                     | 262 501 $   | Patrick Truong                      |
| 64 | No-limit Hold'em/Pot-limit Omaha 8-handed Mix                 | 1 500 $       | 1 058    | Sebastian Langrock               | 268 555 $   | Ryan Laplante                       |
| 65 | No-limit Hold'em (30 minute levels)                           | 1 000 $       | 1 413    | Shai Zurr                        | 223 241 $   | Ognjen Sekularac                    |
| 66 | No-limit Hold'em                                              | 1 500 $       | 1 956    | Chris Klodnicki                  | 428 423 $   | Emile Schiff                        |
| 67 | Pot-limit Omaha 8-handed High Roller                          | 25 000 $      | 205      | James Calderaro                  | 1 289 074 $ | Alexey Rybin                        |
| 68 | No-limit Hold'em                                              | 3 000 $       | 1 349    | Harrison Gimbel                  | 645 922 $   | Chance Kornuth                      |
| 69 | Razz                                                          | 1 500 $       | 419      | Jason Gola                       | 132 957 $   | David Baker                         |
| 70 | Ladies No-limit Hold'em Championship                          | 10 000 $      | 718      | Heidi May                        | 135 098 $   | Deborah Worley-Roberts              |
| 71 | WSOP.com Online No-limit Hold'em Championship                 | 1 000 $       | 1 312    | Nipun Java                       | 237 688 $   | Jason James                         |
| 72 | Seven Card Stud Championship                                  | 10 000 $      | 88       | Mike Wattel                      | 245 451 $   | Chris Ferguson                      |
| 73 | Main Event No-limit Hold'em Championship                      | 10 000 $      | 7 221    | Scott Blumstein (en)             | 8 150 000 $ | Dan Ott                             |
| 74 | Little One for One Drop No-limit Hold'em                      | 1 111 $       | 4 391    | Adrian Moreno                    | 528 316 $   | Martin Lesjoe                       |

## Main Event
| Place | Joueur               | Prix        |
| ----- | -------------------- | ----------- |
| 1     | Scott Blumstein (en) | 8.150.000 $ |
| 2     | Daniel Ott           | 4.700.000 $ |
| 3     | Benjamin Pollak      | 3.500.000 $ |
| 4     | John Hesp            | 2.600.000 $ |
| 5     | Antoine Saout        | 2.000.000 $ |
| 6     | Bryan Piccioli       | 1.675.000 $ |
| 7     | Damian Salas         | 1.425.000 $ |
| 8     | Jack Sinclair        | 1.200.000 $ |
| 9     | Ben Lamb (en)        | 1.000.000 $ |

Lors de ce Main Event 2017,
- Pour la première fois, 2 joueurs français ont atteint la table finale, Antoine Saout et Benjamin Pollak[78]
- La bulle s'est terminée à la suite d'un énorme bluff de Quan Zhou payé par Davidi Kitai dans un pot de 162 blindes[79].
- Antoine Saout et Ben Lamb (en) sont tous deux parvenus en table finale pour la seconde fois, ayant terminé 3e en 2009 pour Antoine, et 3e en 2011 pour Ben.
- Michael Ruane, qui a fait une 4e place en 2016, s'est fait éliminer en 10e position aux portes de la table finale.